# Семидесятское сельское поселение
Семидесятское сельское поселение — муниципальное образование в Хохольском районе Воронежской области.
Административный центр — село Семидесятное.

## Население
| 2010 | 2012 | 2013 | 2014 | 2015 | 2016 | 2017 |
| ---- | ---- | ---- | ---- | ---- | ---- | ---- |
| 770  | ↘734 | ↘709 | ↘671 | ↘655 | ↘643 | ↗659 |
| 2018 |      |      |      |      |      |      |
| ↗682 |      |      |      |      |      |      |

## Состав сельского поселения
В состав поселения входит один населённый пункт:
- село Семидесятное.

## Русская православная церковь
В 2002 году в поселении началось строительство церкви Михаила Архангела.